# Katoliška dežela Toskana
Katoliška dežela Toskana je skupno ime za škofije in nadškofije v istoimenski italijanski deželi Toskana (Regione Toscana). Obsega sledečih 18 škofij: Firence, Fiesole, Monte Oliveto, Arezzo, Montepulciano, Siena, Pitigliano, Grosseto, Massa Marittima, Volterra, Livorno, San Miniato, Pisa, Lucca, Massa Carrara, Pistoia, Pescia, Prato.
Po podatkih zbornika Istituto Centrale per il sostentamento del clero 2006 živi na površini 22.500 km² skupno 3.650.100 vernikov v 2.483 župnijah.
Toskana je bila med prvimi deželami, ki so sprejele krščanstvo, a cerkvena organizacija se je začela oblikovati šele v četrtem stoletju, ko so bile ustanovljene prve škofije. Prav tako pozno, komaj v enajstem stoletju, je postala cerkev važna ustanova v tej deželi. Ko je namreč politična ureditev Toskane prišla v roke prostih komun, kar je povzročilo hitro rast kulture, se je romantična in gotska umetnost usmerila v gradnjo novih cerkva in to je zbudilo tudi novo zanimanje za religijo. Poleg že obstoječih frančiškanov in benediktincev so se ustvarili mnogi novi redovi, kateri so lahko pričakovali, da jim prej ali slej kak mogotec postavi samostan. Tako je zraslo mnogo velikih cerkva in samostanov, večina katerih še stoji.